# Phoebe Dynevor
Phoebe Harriet Dynevor (født 17. april 1995) er en engelsk skuespillerinde. Hun er bedst kendt for sin hovedrolle i Bridgerton (2020).